# Cryphaea filiformis
Cryphaea filiformis là một loài Rêu trong họ Cryphaeaceae. Loài này được (Hedw.) Brid. miêu tả khoa học đầu tiên năm 1819.